# 东北反日游击队哈东支队
东北反日游击队哈东支队，原名珠河反日游击队，是1933年中共珠河中心县委创建的一支抗日游击队，后发展成为东北抗日联军第三军。

## 背景
九一八事变前，位于哈尔滨东南的珠河县（今尚志市）是外国资本的角逐场，中东铁路东线（滨绥铁路）贯穿其中，将其分为南北两个部分。早在1928年，朝鲜共产主义者就在该地区开展革命运动。1930年8月，中国共产党在此建起一个有3名党员的珠河支部，同年9月改为珠河特支，同年10月升格为珠河县委。1931年九一八事变后，中共珠河县委被改为珠河特支。池喜谦任书记。1932年9月，珠河特支升格为珠河中心县委。金风祥任书记，金钟台任组织部长，池喜谦任宣传部长，金策任军事委员，李秋岳任妇女委员。1933年6月中共珠河中心县委改组后，关化新任书记，徐正蒿任组织部长，李秋岳任妇女部长，李启东任军委。:1-6:251:111-112
九一八事变后，中共珠河中心县委为创建共产党领导的抗日武装，多次派党员到红枪会等民间反日武装和东北军做争取和哗变工作，但都没成功:10-14:251。1933年6月，珠河中心县委派李启东等人到孙朝阳的义勇军与赵尚志一起做这个队伍的改造取工作。同年秋，孙朝阳在战斗困难时刻思想发生动摇，后被特务离间，预谋杀害赵尚志和李启东（一说孙朝阳被日军诱骗杀害，他的叔兄思想动摇预杀两人）。队友王德全得知后将此情况告知了赵、李两人。两人旋即与王德全、李根植、姜熙善、姜甘用、金昌满携枪脱离了孙朝阳的队伍:15-17:359。

## 历史

### 珠河反日游击队
1933年10月，赵尚志、李启东等人脱离孙朝阳的义勇军后，很快与中共珠河中心县委取得了联系。中共满洲省委闻讯派军委负责人张寿篯（李兆麟）以巡视员身份到珠河传达中共中央“一·二六指示信”精神。同年10月10日，中共珠河中心县委以赵尚志和李启东等7人为基础，增补李福林等6人，在三股流（今尚志市三阳乡三股流村）成立“珠河反日游击队”。同年末，游击队规模发展到70多人，设5个中队以及机枪队、少年队和骑兵队。赵尚志任游击队长，李福林任政委兼党支部书记，李启东任经济委员。孟广善、吕虎章、张连科等5人分任中队长。王德全任机枪队长，李根植任少年队队长后改任骑兵队队长。:17-23:359:252:113
反日游击队主要活动在珠河三股流、乌吉密、帽儿山等地，建立起以三股流、石头河子为中心方圆五、六十里的珠河抗日根据地。1934年初，赵尚志根据中共满洲省委“扩大游击区域”的指示，率部越过中东铁路在铁道北开展游击战，开辟出起以候林乡、黑龙宫、秋皮囤为中心的新游击根据地。同年3月，游击队在秋皮囤与“青林”、“北来”等十余个反日义勇军和山林队举行联合会议，在珠河中心县委三项抗日救国条件下，成立东北反日联合军司令部。赵尚志任总司令。:23-28:359:253-254
1934年4月，赵尚志率部联合“北来”等义勇军攻下军事要地黑龙宫，迫使当地大排头子黄英（黄炮）和警察大队长朱万金投降抗日。游击队的规模从而扩大到近500人。同年5月9日，游击队联合各抗日武装超1500人攻打哈尔滨附近重镇宾州城。为能摧毁县城防御工事，李启东与战士们研制出一门可装几十斤火药的木炮。少年队利用这门木炮在宾县南城门打开了缺口，冲入城内。次日，数架从哈尔滨来增援的敌机对游击队展开扫射、轰炸。游击队不得不撤退。期间，游击队用机枪击落一架飞机。当时的《盛京时报》对此次战斗进行了报道，民间出现了“木炮打宾州，声威震敌胆”的说法。:254-255:28-30

### 东北反日游击队哈东支队
1934年6月29日，在中共满洲省委巡视员李兆麟和团省委特派员韩光的指导下，中共珠河中心县委以珠河游击队为基础联合地方反日武装在铁道南柳树河子（今尚志市乌吉密南沟）成立“东北反日游击队哈东支队”（简称哈东支队）。哈东支队共450人，设一个司令部和三个总队，每个总队下设三个大队。赵尚志任司令，李兆麟任政委，梁佐术任参谋长。第一总队队长和政委由赵尚志和李兆麟兼任；第二总队队长是黄英（黄炮），梁佐术兼副队长；第三总队队长是曹德生，政委是韩光。此外，司令部还是直辖炮队、骑兵队、教导队和少年先锋队，并设有经济部、政治部、执法部和秘书处等部门。:256:35-36:360
哈东支队成立后，3个总队分区各自开展游击战。由于对被收编的大排队、山林队缺乏改造，“黄炮”、“铁军”、“九江”队伍不久便开始叛逃。1934年9月，黄炮联合其他叛逃队伍占领黑龙宫，破坏当地反日群众组织，逮捕反日会成员，并强行将农民自卫队改编为大排队。中共黑龙宫特支书王鸿生亦叛变。为扭转黄袍叛逃带来的负面动摇情绪，赵尚志和李兆麟在同年9月中旬发兵攻克了哈南重镇五常堡，缴获大量物资，后又攻下阿城的多个军事据点。同年秋，哈东支队进行了改编。韩光代理政治部主任，金策接任李启东的经济部长职务。司令部下设第一、三、五、七、九大队、政治保安队、少年队和骑兵队，以及第一、二执法队。李熙山（许亨植）、张连科、李福林等人分任大队长。整个支队成员有400余人，其中党团员90余人。:36-45:115-116
1934年秋末，日军对哈东支队开始了冬季大讨伐。赵尚志率部在大青川击败叛逃的九江队，烧毁了日军的军用农场，后又在铁道北烧毁了宋家店和黑龙宫的军营，消灭板子房大排队，俘虏了汉奸刘甲长。同年11月，赵尚志的部队遭到驻肖田地关东军和满洲国军的包围，但却以极小的伤亡成功突围。此后，哈东支队开始将部队分成10至20人的战斗小组分头开展游击战，使日军摸不到头脑。同年12月，游击队的活动范围从原来的珠河县扩大到延寿、宾县、五常、双城、方正等6县12区，活动范围扩大了3倍，队员人数也发展至800人以上。1935年1月28日，东北反日游击队哈东支队根据中共满洲省委指示在铁道南三股流改编为东北抗日联军第三军。:46-57:116-117